# Eleodes carbonaria
Eleodes carbonaria es una especie de escarabajo del género Eleodes, tribu Amphidorini, familia Tenebrionidae. Fue descrita científicamente por Say en 1823.
Se mantiene activa durante todos los meses del año.

## Descripción
Mide aproximadamente 15 milímetros de longitud.

## Distribución
Se distribuye por Canadá, México y Estados Unidos.